# ソラニジン
ソラニジン (solanidine) は、主にジャガイモの表皮や芽、ホオズキなどに含まれるステロイドアルカロイドの一種で、配糖体のソラニンのアグリコンである。ソラニンを加水分解すると、グルコース、ガラクトース、ラムノースとともに得られる。分子式は C27H43NO、分子量 397.64、CAS登録番号は80-78-4。

## 構造
母核にステロイド骨格を持ち、分子中に窒素原子を含む。この窒素原子は、コレステロール分子にアンモニアが二次的に取り込まれたものと考えられている。